# 俄羅斯紅點鮭
俄羅斯紅點鮭，為輻鰭魚綱鮭形目鮭科的其中一種，為溫帶淡水魚，分布於俄羅斯淡水流域，棲息在底中層水域，屬肉食性，生活習性不明。